# Abborrtjärnen (Norra Finnskoga socken, Värmland)
Abborrtjärnen är en sjö i Torsby kommun i Värmland och ingår i Göta älvs huvudavrinningsområde.
Abborrtjärnen ligger i Västersjön Natura 2000-område.